# Lewarde
Lewarde is een gemeente in het Franse Noorderdepartement (Frans: département du Nord) (regio Hauts-de-France). De plaats maakt deel uit van het arrondissement Douai. Lewarde telde op 1 januari 2022 2.388 inwoners.
De gemeente ligt in het voormalige steenkoolbekken en de terrils bepalen het landschap. De voormalige steenkoolmijn Fosse Delloye is omgevormd tot een museum, het Centre historique minier.

## Geografie
De oppervlakte van Lewarde bedroeg op 1 januari 2022 3,9 vierkante kilometer; de bevolkingsdichtheid was toen 612,3 inwoners per km².

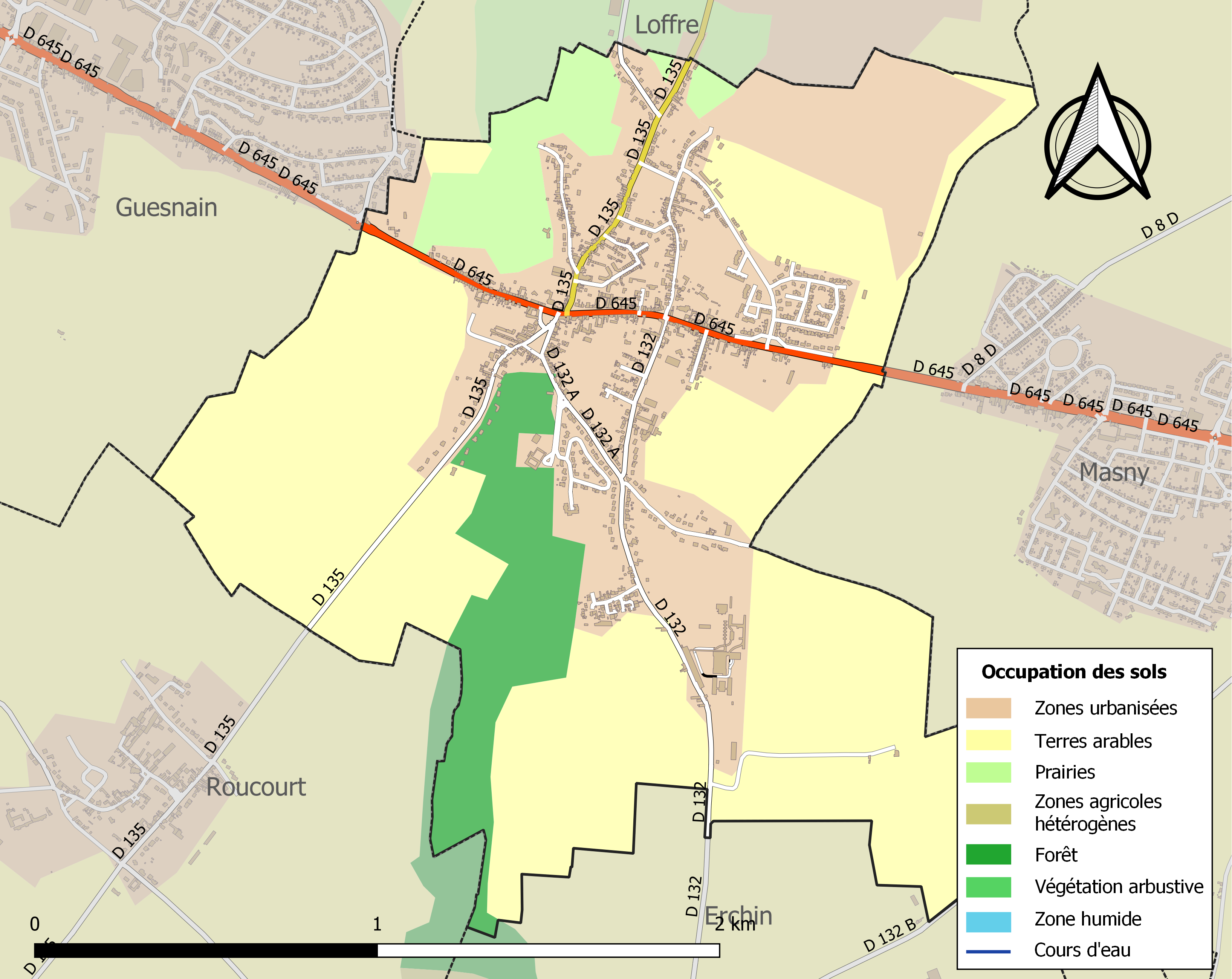
Kaart van de gemeente met belangrijkste infrastructuur, bodemgebruik en omliggende gemeenten

## Demografie
Onderstaande figuur toont het verloop van het inwonertal (bron: INSEE-tellingen).

## Externe links

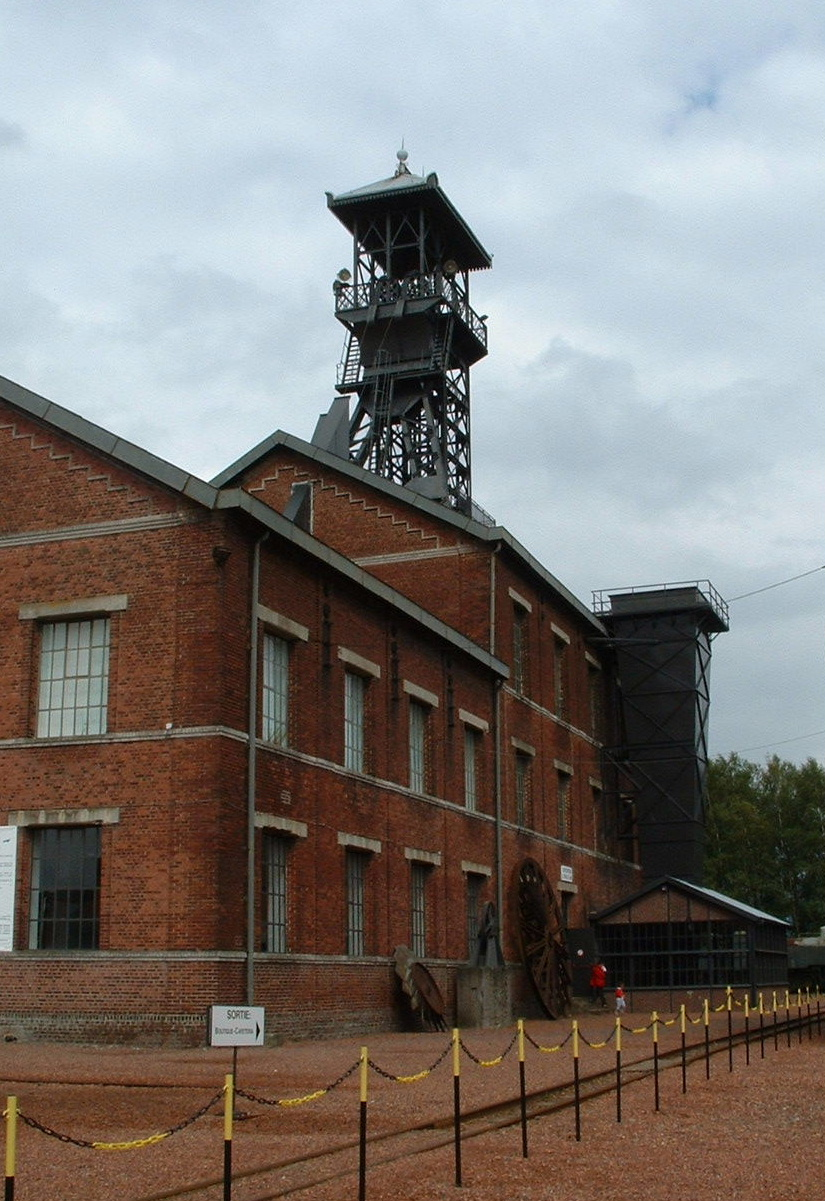
Mijnmuseum Lewarde